# Stark stetige Halbgruppe
Eine stark stetige Halbgruppe (genauer stark stetige Operatorhalbgruppe, gelegentlich auch als {\displaystyle C_{0}}-Halbgruppe bezeichnet) ist ein Objekt aus dem mathematischen Teilgebiet der Funktionalanalysis. Spezialfälle der stark stetigen Halbgruppe sind die normstetige Halbgruppe und die analytische Halbgruppe.

## Definition
Eine Familie {\displaystyle \{T(t)\}_{t\geq 0}} von stetigen linearen Abbildungen {\displaystyle T(t)\colon X\rightarrow X} eines reellen oder komplexen Banachraums {\displaystyle X} in sich, welche die drei Eigenschaften
1. {\displaystyle T(0)=\operatorname {id_{X}} },
2. {\displaystyle T(s+t)=T(s)T(t)} für alle {\displaystyle s,t\geq 0} sowie
3. {\displaystyle \lim _{t\searrow 0}T(t)x=x} für alle {\displaystyle x\in X}

erfüllt, heißt stark stetige Halbgruppe. Ersetzt man 3. durch die stärkere Forderung
{\displaystyle \lim _{t\searrow 0}\left\Vert T(t)-\operatorname {id} _{X}\right\Vert =0}
so heißt die Familie {\displaystyle \{T(t)\}_{t\geq 0}} normstetige Halbgruppe.
Kann man die Halbgruppe holomorph auf einen Sektor {\displaystyle \Sigma \subset \mathbb {C} } fortsetzen, so heißt sie analytisch oder holomorph.
Diese Halbgruppen spielen eine große Rolle in der (abstrakten) Theorie der Evolutionsgleichungen.

## Beispiele

### Gleichmäßig stetige Halbgruppen
Sei {\displaystyle A\in {\mathcal {L}}(X)} ein stetiger linearer Operator, dann definiere
{\displaystyle T(t)=e^{tA}:=\sum _{n=0}^{\infty }{\frac {t^{n}A^{n}}{n!}}.}
Die Reihe konvergiert absolut in {\displaystyle {\mathcal {L}}(X)} und definiert daher eine Familie stetiger linearer Operatoren. Diese Familie ist eine normstetige Halbgruppe und damit insbesondere auch eine stark stetige Halbgruppe. Es lässt sich zeigen, dass alle normstetigen Halbgruppen auf einem Banachraum {\displaystyle X} von dieser Form sind.

### Multiplikationshalbgruppen
Man betrachte den Banachraum {\displaystyle C_{0}(\mathbb {R} ):=\{f:\mathbb {R} \rightarrow \mathbb {C} {\text{ stetig}}:\forall \epsilon >0~\exists c>0,{\text{ sodass }}\vert f(x)\vert \leq \epsilon ~\forall x\in \mathbb {R} \setminus [-c,c]\}} mit der Supremumsnorm {\displaystyle \Vert f\Vert :={\text{sup}}_{x\in \mathbb {R} }\vert f(x)\vert }. Sei {\displaystyle q:\mathbb {R} \rightarrow \mathbb {C} } eine stetige Funktion mit nach oben beschränktem Realteil. Dann ist der Operator {\displaystyle M_{q}f:=q\cdot f} mit Definitionsbereich {\displaystyle D(M_{q}):=\{f\in C_{0}(\mathbb {R} ):q\cdot f\in C_{0}(\mathbb {R} )\}} ein abgeschlossener, dicht definierter Operator und erzeugt die Multiplikationshalbgruppe {\displaystyle (T_{q}(t))_{t\geq 0}}, wobei {\displaystyle T_{q}(t)f:=\mathrm {e} ^{qt}f.} Multiplikationsoperatoren können als unendlich dimensionale Verallgemeinerung von Diagonalmatrizen verstanden werden und viele der Eigenschaften von {\displaystyle M_{q}} können an Eigenschaften von {\displaystyle q} abgeleitet werden. Beispielsweise ist {\displaystyle M_{q}} beschränkt auf {\displaystyle C_{0}(\mathbb {R} )} genau dann, wenn {\displaystyle q} beschränkt ist.

### Translationshalbgruppen
Es sei {\displaystyle C_{ub}(\mathbb {R} )} der Raum der beschränkten, gleichmäßig stetigen Funktionen auf {\displaystyle \mathbb {R} } versehen mit der Supremumsnorm. Dann ist die (Links-)Translationshalbgruppe {\displaystyle (T_{l}(t))_{t\geq 0}} gegeben durch  {\displaystyle T_{l}(t)f(s):=f(s+t)\quad s,t\in \mathbb {R} }.
Ihr Generator ist die Ableitung {\displaystyle Af:=f'} mit Definitionsbereich {\displaystyle D(A):=\{f\in C_{ub}(\mathbb {R} ):f{\text{ differenzierbar mit }}f'\in C_{ub}(\mathbb {R} )\}}.

### Die Wärmeleitungshalbgruppe
Man betrachte den Banachraum {\displaystyle L^{p}(\mathbb {R} ^{n}),\,1\leq p<\infty } ausgestattet mit der {\displaystyle p}-Norm. Dann ist die Wärmeleitungshalbgruppe gerade die Faltungshalbgruppe mit dem Gauß-Kern {\displaystyle g_{t}(x):={\tfrac {1}{\sqrt {4\pi t}}}\mathrm {e} ^{-\vert x\vert ^{2}/(4t)}}, {\displaystyle t>0}, d. h.
{\displaystyle T(0)f=f\quad {\text{und}}\quad T(t)f(x)=(f\ast g_{t})(x)=\int _{\mathbb {R} ^{n}}f(y)g_{t}(x-y)\,\mathrm {d} y}
für {\displaystyle t>0}. Ihr Erzeuger ist der Laplace-Operator {\displaystyle A:=\Delta } mit Definitionsbereich {\displaystyle D(A)=\{f\in L^{p}(\mathbb {R} ^{n}):\Delta f\in L^{p}(\mathbb {R} ^{n})\}}.

## Klassifikation stark stetiger Halbgruppen
Zu jeder stark stetigen Halbgruppe existieren ein {\displaystyle \omega \in \mathbb {R} } und ein {\displaystyle M\geq 1}, so dass für alle {\displaystyle t\geq 0} die Abschätzung
{\displaystyle \|T(t)\|\leq M\mathrm {e} ^{\omega t}}
gilt. Hierbei bezeichnet {\displaystyle \|\cdot \|} die Operatornorm auf dem Banachraum der stetigen linearen Endomorphismen von {\displaystyle X}. Man bezeichnet die Halbgruppe
- als Kontraktionshalbgruppe, falls dies für {\displaystyle M=1} und {\displaystyle \omega =0} erfüllt ist,
- als (gleichmäßig) beschränkte Halbgruppe, falls obige Ungleichung für ein {\displaystyle M\geq 1} und {\displaystyle \omega =0} gilt,
- als quasi-kontraktive Halbgruppe, falls obige Ungleichung für {\displaystyle M=1} und ein {\displaystyle \omega \geq 0} erfüllt ist.

Das Infimum {\displaystyle \omega _{0}} über alle möglichen {\displaystyle \omega }, also {\displaystyle \omega _{0}:=\inf\{\omega \in \mathbb {R} \mid \exists \,M\geq 1\mathrm {\ mit\ } \|T(t)\|\leq M\mathrm {e} ^{\omega t},t\geq 0\}}, heißt Wachstumsschranke.
Betrachtet man {\displaystyle t\in \mathbb {R} } statt {\displaystyle t>0}, spricht man von stark stetigen Gruppen.
Stark stetige Halbgruppen lassen sich unter gewissen Umständen von {\displaystyle t\in [0,\infty )} auf Sektoren in der komplexen Ebene fortsetzen. Solche Halbgruppen werden analytisch genannt.

## Infinitesimaler Erzeuger
Sei {\displaystyle \{T(t)\}_{t\geq 0}} eine stark stetige Halbgruppe.

Als infinitesimaler Generator oder infinitesimaler Erzeuger von {\displaystyle \{T(t)\}_{t\geq 0}} bezeichnet man die
Abbildung
{\displaystyle A\colon \,{\mathcal {D}}(A)\to X,\,x\mapsto \lim _{t\searrow 0}{\frac {T(t)x-x}{t}}}
mit dem Definitionsbereich
{\displaystyle {\mathcal {D}}(A):=\left\{x\in X\;\left|\;\lim _{t\searrow 0}{\frac {T(t)x-x}{t}}{\text{ existiert}}\right.\right\}.}
{\displaystyle A} ist ein dicht definierter, abgeschlossener, linearer Operator.
{\displaystyle A} ist genau dann beschränkt, wenn {\displaystyle T(t)} sogar in der Operatornorm gegen die Identität konvergiert.
Das abstrakte Cauchy-Problem
{\displaystyle \left\{{\begin{array}{lll}u'(t)&=&A(u(t))+f(t)\ \mathrm {f{\ddot {u}}r\ alle} \ t\geq 0\ ,\\u(0)&=&u_{0}\\\end{array}}\right.}
für den Anfangswert {\displaystyle u_{0}\in {\mathcal {D}}(A)} und eine stetig differenzierbare Funktion {\displaystyle f\colon [0,\infty )\rightarrow X} wird durch die Funktion
{\displaystyle u(t):=T(t)u_{0}+\int _{0}^{t}T(t-s)f(s){\rm {d}}s}
gelöst.
Für das Spektrum des Erzeugers gilt: Ist {\displaystyle \lambda \in \sigma (A)}, dann gilt {\displaystyle \mathrm {Re} \,\lambda \leq \omega _{0}}, wobei {\displaystyle \omega _{0}} die Wachstumsschranke der Halbgruppe ist.
Die Resolvente von {\displaystyle A} stimmt rechts von der Wachstumsschranke mit der Laplace-Transformation der Halbgruppe überein, es gilt also {\displaystyle \textstyle R(\lambda ,A)x=\int _{0}^{\infty }\mathrm {e} ^{-\lambda t}T(t)x\mathrm {d} t} für {\displaystyle \mathrm {Re} \lambda >\omega _{0}} und alle {\displaystyle x\in X}.

## Satz von Hille-Yosida
Von besonderem Interesse ist, ob ein gegebener Operator {\displaystyle A} der infinitesimale Erzeuger einer stark stetigen Halbgruppe ist. Diese Frage wird durch den Satz von Hille-Yosida vollständig beantwortet:
Ein linearer Operator {\displaystyle A\colon D(A)\subset X} ist genau dann der infinitesimale Erzeuger einer stark stetigen Halbgruppe {\displaystyle \{T(t)\}_{t\geq 0}}, welche die Abschätzung {\displaystyle \|T(t)\|\leq M\mathrm {e} ^{\omega t}} erfüllt, falls {\displaystyle A} abgeschlossen und dicht definiert ist,
{\displaystyle (\omega ,\infty )} Teilmenge der Resolventenmenge von {\displaystyle A} ist und
{\displaystyle \left\|(\lambda I-A)^{-n}\right\|\leq {\frac {M}{(\lambda -\omega )^{n}}}} für alle {\displaystyle \lambda \in (\omega ,\infty )} und {\displaystyle n\in \mathbb {N} }.

### Anwendung
Ein Anwendungsfall ist, dass man die Evolutionsgleichung {\displaystyle u'=Au+f} mit gegebenem Differentialoperator {\displaystyle A} lösen möchte.
Der Satz von Hille-Yosida besagt, dass man hierfür die Resolventengleichung untersuchen muss, die dann auf elliptische Probleme führt.
Kann man das elliptische Problem lösen, fällt es leicht das Evolutionsproblem zu lösen.

## Herleitung
Die Theorie der stark stetigen Halbgruppen entwickelte sich aus der Betrachtung des Cauchy-Problems. Die einfachste Form des Cauchy-Problems ist die Fragestellung, ob für ein gegebenes {\displaystyle a\in \mathbb {R} } und einen Anfangswert {\displaystyle u_{0}\in \mathbb {R} } eine differenzierbare Funktion {\displaystyle u\in C^{1}(\mathbb {R} )} existiert, die
{\displaystyle \left\{{\begin{array}{rcll}u'(t)&=&au(t)&\mathrm {f{\ddot {u}}r\ } t\geq 0\\u(0)&=&u_{0}\end{array}}\right.}
erfüllt. Aus der Theorie der gewöhnlichen Differentialgleichungen erhält man, dass {\displaystyle u} eindeutig gegeben ist durch {\displaystyle u(t):=\mathrm {e} ^{at}u_{0}}. Dies kann nun verallgemeinert werden, indem man das Problem in höheren Dimensionen betrachtet, also als Anfangswert {\displaystyle u_{0}\in \mathbb {R} ^{n}} und {\displaystyle A} als eine {\displaystyle n\times n}-Matrix wählt. Auch hier ist {\displaystyle u=\mathrm {e} ^{tA}u_{0}} die Lösung von
{\displaystyle \left\{{\begin{array}{rcll}u'(t)&=&Au(t)&\mathrm {f{\ddot {u}}r\ } t\geq 0\\u(0)&=&u_{0}\end{array}}\right.}.
Hierbei wird die Matrixexponentialfunktion wie im Reellen durch {\displaystyle \textstyle \mathrm {e} ^{tA}:=\sum _{n=0}^{\infty }{\frac {t^{n}}{n!}}A^{n}} definiert. Das Cauchy-Problem kann auch auf einem Banachraum {\displaystyle X} gestellt werden, in dem {\displaystyle u_{0}\in X} und {\displaystyle A} als ein Operator auf {\displaystyle X} gewählt wird. Ist {\displaystyle A} ein beschränkter Operator, so ist {\displaystyle u=\mathrm {e} ^{tA}u_{0}} mit {\displaystyle \textstyle \mathrm {e} ^{tA}:=\sum _{n=0}^{\infty }{\frac {t^{n}}{n!}}A^{n}} wiederum die Lösung des Cauchy-Problems. In der Anwendung vorkommende Operatoren wie der Laplace-Operator werfen die Frage nach einer Verallgemeinerung auf unstetige Operatoren auf, da in diesem Fall die Summe {\displaystyle \textstyle \sum _{n=0}^{\infty }{\frac {t^{n}}{n!}}A^{n}} im Allgemeinen nicht konvergiert. Damit ergibt sich das Problem, wie man die Exponentialfunktion im Falle eines unbeschränkten Operators definieren soll. Unabhängig voneinander konnten Einar Hille und Kōsaku Yosida um das Jahr 1948 eine Lösung präsentieren:
Ansatz von Hille: Ausgehend von der im Reellen geltenden Identität {\displaystyle \textstyle \mathrm {e} ^{tA}=\lim _{n\rightarrow \infty }\left(1-{\frac {t}{n}}A\right)^{-n}} erhält man {\displaystyle \textstyle \mathrm {e} ^{tA}=\lim _{n\rightarrow \infty }\left({\frac {n}{t}}R\left({\frac {n}{t}},A\right)\right)^{n}}. Diese Darstellung hat den Vorteil, dass die Resolvente beschränkt ist und damit auf der rechten Seite nur beschränkte Operatoren auftauchen. Hille konnte zeigen, dass unter gewissen Umständen der Grenzwert dieser Folge existiert. Betrachtet man eine stark stetige Halbgruppe {\displaystyle T}, wie sie in der Einleitung definiert ist, mit ihrem Erzeuger {\displaystyle A}, erfüllt sie die Gleichung {\displaystyle \textstyle T(t)=\lim _{n\rightarrow \infty }\left({\frac {n}{t}}R\left({\frac {n}{t}},A\right)\right)^{n}}.
Yosida-Approximation: Yosidas Idee war es, den (unbeschränkten) Operator {\displaystyle A} durch eine Folge beschränkter Operatoren zu definieren. Dazu setzte er {\displaystyle A_{n}:=nAR(n,A)} und zeigte, dass {\displaystyle A_{n}} in {\displaystyle D(A)} punktweise gegen {\displaystyle A} konvergiert. Weiterhin erzeugen {\displaystyle A_{n}} als beschränkte Operatoren stark stetige Halbgruppen {\displaystyle T_{n}} mit {\displaystyle T_{n}(t)=\mathrm {e} ^{tA_{n}}}, die für jedes {\displaystyle t\geq 0} punktweise in {\displaystyle X} gegen einen Operator {\displaystyle T(t)} konvergieren. Die Familie {\displaystyle \{T(t)\}_{t\geq 0}} von Operatoren ist in der Tat eine stark stetige Halbgruppe, und jede stark stetige Halbgruppe kann durch die Yosida-Approximation angenähert werden.

## Stabilität
Eine stark stetige Halbgruppe {\displaystyle (T(t))_{t\geq 0}} ist gleichmäßig exponentiell stabil, wenn zwei Konstanten {\displaystyle M>1} und {\displaystyle s>0} existieren, so dass
{\displaystyle \|T(t)\|\leq Me^{-st},\quad \forall t\geq 0.}
Der Satz von Datko-Pazy liefert eine hinreichende Bedingung für gleichmäßige exponentielle Stabilität.